# Podgórze (Kołczygłowy)
Podgórze (deutsch Karlswalde, früher Carlswalde) ist ein Dorf in der Landgemeinde Kołczygłowy (Alt Kolziglow) im Powiat Bytowski (Bütower Kreis) der polnischen Woiwodschaft Pommern.

## Geographische Lage
Das Dorf liegt in Hinterpommern, etwa 19 Kilometer nordwestlich von Miastko (Rummelsburg i. Pom.), 15 Kilometer südlich von Kołczygłowy (Alt Kolziglow) und sechs Kilometer ostsüdöstlich des Dorfs Ponikła (Ponickel).
Bei dem Dorf befindet sich das ca. 110 Hektar umfassende Karlswalder Moor.

## Geschichte

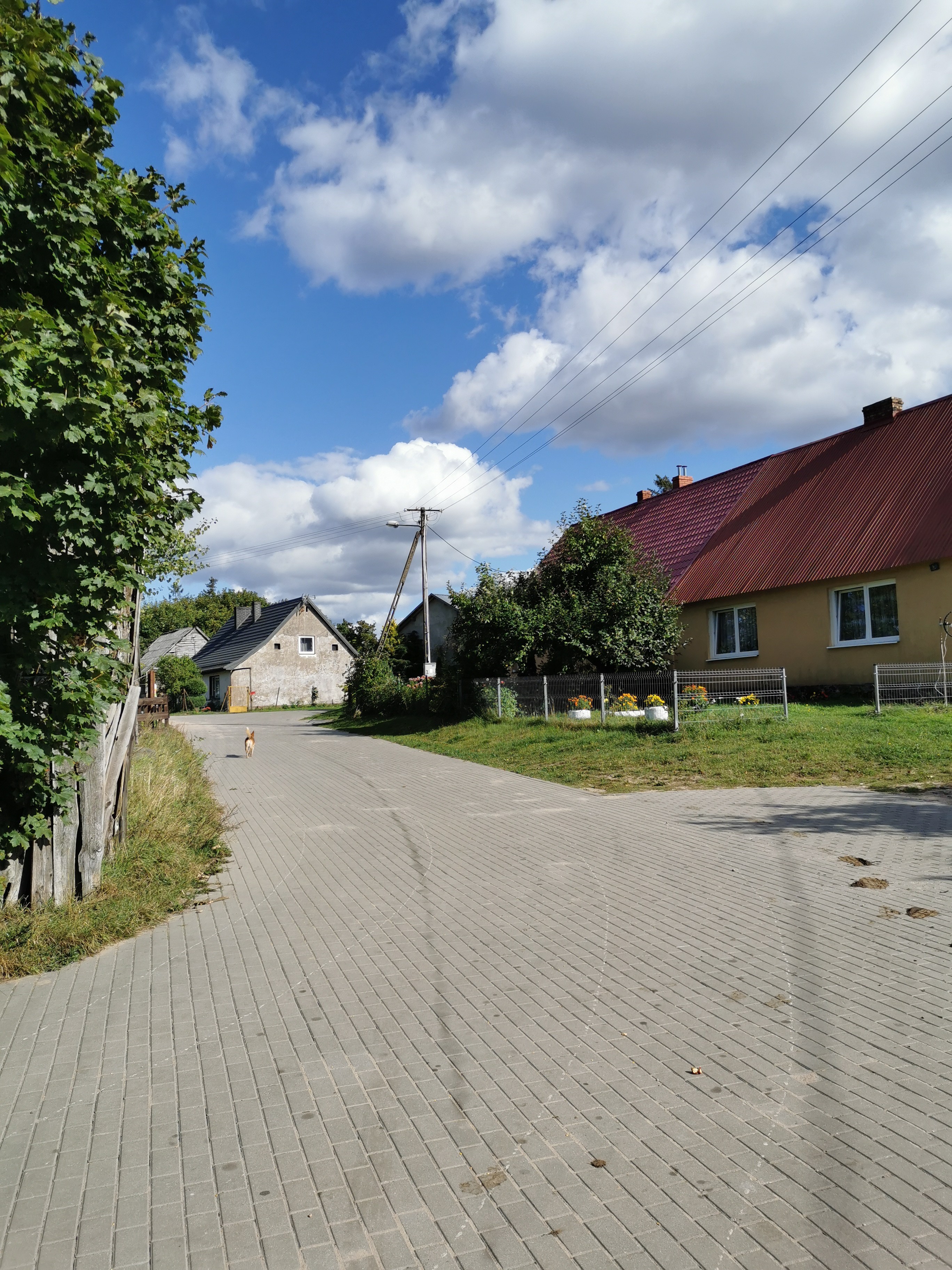
Dprfstraße (3019)

Carlswalde, nordwestlich von Rummelsburg und südlich des Dorfs Alt Kolziglow, auf einer Landkarte von 1915

Der Gutsbezirk Carlswalde war im 19. Jahrhundert ein selbständiger Gutsbezirk ohne Rittergutsqualität im Kreis Rummelsburg. Da in Brüggemanns topographischer Darstellung Hinterpommerns eine Ortschaft dieses Namens nicht verzeichnet ist, wohl aber ein Vorwerk Carlsruhe, und zwar auf der Feldmark des adligen Guts Zettin, dürfte um die Wende vom 18. zum 19. Jahrhundert eine Namensänderung vorgenommen worden sein. Im Bereich des Vorwerks waren im 18. Jahrhundert durch Melioration brach liegende Flächen, insbesondere Feuchtgebiete, für die Landwirtschaft nutzbar gemacht worden. Im Jahr 1884 gehörte das Gut Carlswalde mit Ziegelei dem Rittergutsbesitzer von Zitzewitz auf Zezenow, der es auch noch 1892 besaß.
Am 14. Dezember 1909 wurde der Gutsbezirks Carlswalde in Karlswalde umbenannt.
Im Gutsbezirk war um 1910 eine Ziegelei in Betrieb. Am 1. Dezember 1913 wurden auf der 701,8 Hektar großen Gemarkungsfläche des Guts Karlswalde 45 viehhaltende Haushaltungen gezählt, die zusammen 47 Pferde, 168 Stück Rindvieh, 112 Schafe und 302 Stück Borstenvieh sowie 137 Gänse, 611 Hühner und 27 Bienenstöcke hielten.
Am 1. April 1927 hatte der Gutsbezirk Karlswalde einen Flächeninhalt von 701 Hektar und 75 Ar, und am 16. Juni 1925 hatte der Gutsbezirk 260 Einwohner. Am 30. September 1928 wurde der Gutsbezirk Karlswalde in eine Landgemeinde gleichen Namens umgewandelt.
Anfang der 1930er Jahre hatte die Landgemeinde Karlswalde eine Flächengröße von 7,1 km². Innerhalb der Gemeindegrenzen standen insgesamt 24 bewohnte Wohnhäuser an elf verschiedenen Wohnstätten:
1. Diebswehr
2. Insel
3. Karlsberg
4. Karlswalde
5. Luxenhof
6. Poggenkrug
7. Pritzelort
8. Schwedenberg
9. Steinberg
10. Steinkaten
11. Wustrowald

Die Landgemeinde Karlswalde gehörte im Jahr 1945 zum Landkreis Rummelsburg im Regierungsbezirk Köslin der preußischen Provinz Pommern des Deutschen Reichs und war dem Amtsbezirk Ponickel zugeordnet. Das Standesamt befand sich in Ponickel.
Als gegen Ende des Zweiten Weltkriegs Anfang März 1945 die Rote Armee einrückte, wurde das Anwesen des Bürgermeisters niedergebrannt. Bald danach wurde Karlswalde zusammen mit ganz Hinterpommern von der Sowjetunion der Volksrepublik Polen zur Verwaltung überlassen. In der Folgezeit wurde die einheimische Bevölkerung von der polnischen Administration aus Karlswalde vertrieben. Der Ortsname Karlswalde wurde zu „Podgórce“ polonisiert.

### Demographie
| Jahr | Einwohner | Anmerkungen |
| ---- | --------- | --- |
| 1818 | 30        | Dorf, adlige Besitzung, zum Kirchspiel Zettin gehörig                                                                                         |
| 1825 | 72        | Dorf, mit den Vorwerken Carlsberg, Schwedenberg und Steinberg                                                                                 |
| 1832 | 88        | Dorf, mit neun Häusern, adlige Besitzung, zum Kirchspiel Hohen-Sinow gehörig                                                                  |
| 1852 | 192       | Dorf |
| 1864 | 213       | am 3. Dezember, Gutsbezirk mit dem Vorwerk Steinberg und 17 Wohngebäuden sowie einem Flächeninhalt von 2748,49 Morgen                         |
| 1867 | 200       | am 3. Dezember, Gut ohne Rittergutsqualität                                                                                                   |
| 1871 | 198       | am 1. Dezember, Gut ohne Rittergutsqualität, sämtlich Evangelische                                                                            |
| 1885 | 204       | am 1. Dezember, Gutsbezirk mit einem Flächeninhalt von 702 Hektar und 18 Wohngebäuden, davon 202 Evangelische und zwei Katholiken             |
| 1895 | 207       | am 2. Dezember, Gutsbezirk mit einem Flächeninhalt von 701,8 Hektar und 18 bewohnten Wohngebäuden, davon 205 Evangelische und zwei Katholiken |
| 1010 | 283       | am 1. Dezember, Gutsbezirk mit einer Ziegelei                                                                                                 |
| 1925 | 260       | darunter 253 Evangelische und sieben Katholiken                                                                                               |
| 1933 | 243       | [ 18 ] |
| 1939 | 230       | [ 18 ] |

## Kirche

### Kirchspiel bis 1945
Die vor 1945 in Karlswalde anwesenden Dorfbewohner waren größtenteils evangelischer Konfession. Die evangelischen Einwohner gehörten zum evangelischen Kirchspiel Waldow im Kirchenkreis Schlawe in der Kirchenprovinz Pommern der Evangelischen Kirche der Altpreußischen Union. 
Ds katholische Kirchspiel war in Rummelsburg i. Pom.

### Kirchspiel seit 1946
Die seit 1945 und Vertreibung der Einheimischen hier lebende polnische Dorfbevölkerung ist größtenteils römisch-katholisch und gehört der Römisch-katholischen Kirche in Polen an.
Hier lebenden evangelische Kirchenglieder werden von der Evangelisch-Augsburgischen Kirche in Polen betreut. Das zuständige Pfarramt ist das der Kreuzkirche in Słupsk (Stolp).

## Persönlichkeiten
- Ernst Heinrich Christian Wilhelm von Zitzewitz (1838–1925), königl. preußischer Premier-Lieutenant a. D.,  Erb- und Majoratsherr auf Zezenow, besaß das Gut Carlswalde,[19] wurde 1909 durch Kaiser Wilhelm II. in den Grafenstand erhoben
- Ernst Augustin Wilhelm Otto von Zitzewitz (1873–1945), preußischer Gutsbesitzer und Politiker, sein Vater überließ ihm 1917 das Gut Karlswalde